# Henri 4
Henri 4 (alternativ auch: Henri IV) ist ein Historienfilm aus dem Jahr 2010. Er entstand unter der Regie von Jo Baier und beruht auf den Romanen Die Jugend des Königs Henri Quatre und Die Vollendung des Königs Henri Quatre von Heinrich Mann. Der Spielfilm ist eine deutsch-französisch-österreichisch-spanische Koproduktion.

## Handlung
Frankreich im Jahr 1563. Der Protestantismus calvinistischer Prägung ist in Frankreich angekommen. Doch die katholische Reaktion lässt nicht lange auf sich warten und die geringe, aber stetig wachsende protestantische Bevölkerung wird in der französischen Gesellschaft unterdrückt. Die Hugenotten, insbesondere im Süden Frankreichs und im kleinen Königreich Navarra nahe Spanien, leisten jedoch Widerstand.
Katharina de Medici, die eigentliche Herrscherin Frankreichs, will dem entgegentreten. Ihre beiden Söhne Karl IX. und D’Anjou zeigen in diesem Kampf Schwäche und Henri, der junge Prinz von Navarra, vitale Stärke. Katharina de Medici muss nachgeben und macht Henri ein Friedensangebot, welches er, des Kämpfens müde, annimmt. Zu diesem Frieden gehört auch, dass Henri Margot, die Tochter der Medicis, in Paris heiratet. Doch schon während der Hochzeitsfeierlichkeiten schlagen die Katholiken zu: Sie richten unter den angereisten protestantischen Hochzeitsgästen ein Blutbad an. Ungefähr 30.000 Hugenotten sterben in dieser Bartholomäusnacht.

## Hintergrund
Gedreht wurde der Film 2008 unter anderem in der Burg Adendorf. Die Produktionskosten beliefen sich auf ungefähr 20 Millionen Euro. An der deutsch-französisch-österreichisch-spanischen Co-Produktion waren auch die ARD-Anstalten beteiligt. Der Film gehört zu den so genannten Amphibienfilmen, so wurde neben der Kinofassung auch eine längere Fernsehfassung hergestellt.
Am 7. Februar 2010 hatte Henri 4 in Deutschland Europapremiere. Am 4. März 2010 startete der Film in den deutschen Kinos. Eine Woche später wurde er im französischen Fernsehen gezeigt. Mit nur etwa 40.000 Kinobesuchern in Deutschland belegte Henri 4 Platz 66 unter den deutschen Kinofilmen des Jahres 2010 und war an den Kinokassen ein Misserfolg.
Die längere Fernsehfassung wurde erstmals am Karfreitag 2012 im Ersten und auf ORF 2 gezeigt.

## Kritiken
„Dreistündige Sehfolter: Der ARD-Historienfilm ‚Henri 4‘, der auf den beiden Heinrich-Mann-Wälzern über ‚Henri Quatre‘ basiert, belegt einmal mehr, dass es von sehr guten Romanen sehr schlechte Verfilmungen gibt. Da hilft es auch nicht, dass reichlich Blut fließt und viel gerammelt wird.“

„Ein Krieg im Namen der Religion. […] Das deutsche Kino traut sich was. Und: Es kann was. ‚Henri 4‘, eine Produktion der Ziegler Film, verschlang eine Vorbereitungszeit von fast zehn Jahren und 20 Millionen Euro. Das Ergebnis kann sich sehen lassen. Das Historiendrama hält nicht nur mit internationalen Standards mit. Er beweist auch, über welch herausragende Darsteller Deutschland verfügt, die eben nicht nur in allerlei Samstagabendkrimis überzeugen können, sondern auch auf der ganz großen Bühne. ‚Henri 4‘ ist ein Film mit echten Charakteren und deshalb ein Film mit Charakter.“

„Wie so oft bei misslungenen Filmen sind auch diesmal die meisten Probleme bereits im Drehbuch versteckt, von der Komplexität der phantastischen Vorlage bleibt nicht viel übrig. […]“

„Was viel versprechend klingt, scheitert leider grandios. Selten lagen Potenzial und Realität eines Films so weit auseinander wie bei Henri 4. Hier gelingt das Kunststück, irritierend konsequent nahezu alle Rollen falsch zu besetzen […] Baier legt seinen Figuren vermeintlich bedeutungsschwangere Sätze in den Mund, die sich in ihrer Banalität gegenseitig zu überbieten suchen. Unweigerlich kommt der Gedanke auf, dass man die hölzernen Dialoge so oder so ähnlich bereits zigmal gehört hat. Die Inhaltsleere verdoppelt sich durch eine zusammenhanglose Erzählweise.“

„Die Figurenzeichnungen strotzen von peinlichen Klischees, dass selbst das beste Ensemble nichts mehr retten könnte. So gesehen ist ‚Henri 4‘ dann doch mehr als nur ein typischer Amphibienfilm. Denn er ist nicht nur lang und langweilig. Er ist auch noch so richtig schlecht.“

„In erster Linie erzählt Baier Henris Leben als das eines Wollüstlings, der immer wieder mit neuen Frauen im Bett gezeigt wird. Diesen Szenen und den wohlgeformten Brüsten der Darstellerinnen widmet die geschmäcklerische Kamera besondere Aufmerksamkeit – da hätte manches besser ins bayerische Lederhosenkino der 1970er-Jahre gepasst als zu diesem Stoff! Der Rest ist Beziehungsdrama und Familienklamotte, wobei man nie genau weiß, wie viel Absicht ist und was den Machern einfach unterlief. Wie das Drehbuch wirkt auch die Inszenierung wie eine Kapitulation vor dem Sujet.“

„Den millionenteuren ‚Henri 4‘ nach Heinrich Mann betrachtet sie [Regina Ziegler] als Botschaft für Toleranz, als ihr Vermächtnis. Die Kinoproduktion floppte 2010 grandios; Liebe macht blind, das weiß die Gefühlsfabrikantin Ziegler.“

## Auszeichnungen
Maske und Nebendarsteller Ulrich Noethen waren 2010 für den Deutschen Filmpreis nominiert.